# Bibliothèque universitaire d'Umeå
La bibliothèque universitaire d'Umeå (UmUB) (littéralement, « Umeå universitetsbibliotek ») est une bibliothèque à Umeå, dans la province de Västerbotten en Suède.
UmUB est la plus grande bibliothèque universitaire du Norrland. Les groupes visés sont les scientifiques, les enseignants et les étudiants de l'Université d'Umeå, mais la bibliothèque est également ouverte au public. La bibliothèque possède des livres, des magazines, des journaux, des thèses et des documents d'archives, à la fois sous forme imprimée et électronique. En outre, la bibliothèque donne accès à un grand nombre de bases de données dans différents domaines et dispose de chambres pour l'étude personnelle et le travail de groupe.
Le groupe de l'édition électronique de la bibliothèque gère également la version locale de DiVA (Archive académique), un système de documents scientifiques et thèses d'étudiants, disponibles au format numérique. En 2013, il y avait plus d'un million de téléchargements de DiVA de l’université.
L'UmUB se compose actuellement de quatre bibliothèques: la bibliothèque de l'université (UB), la bibliothèque médicale (MB), l'UB du Campus des Arts et l'UB Örnsköldsvik. La bibliothèque de l'Université est également responsable des manuscrits et documents personnels de l'université depuis 1997 et coordonne les activités de numérisation de la bibliothèque. 
La bibliothèque a le droit de recevoir tout imprimé en Suède, directement à partir de l'imprimante. Au total, il y a sept bibliothèques en Suède reconnues comme pliktbibliotek, mais seulement la Bibliothèque Royale et la Bibliothèque universitaire de Lund doivent tenir tous les matériaux. UmUB se concentre sur le maintien des matériaux du Norrland.

## Histoire
UmUB trouve son origine dans la bibliothèque scientifique d'Umeå, qui était située dans la "bibliothèque de la ville d'Umeå en 1950. Quand le gouvernement a décidé en 1958 de créer une université médicale à Umeå, une bibliothèque médicale a également été construite. En conséquence, la bibliothèque scientifique a été agrandie. Lorsque l'Université d'Umeå a été solennellement inaugurée, la bibliothèque de l'université existait déjà pendant une année. Des plans ont été immédiatement pris pour la construction d'une nouvelle bibliothèque située sur le campus de l'université. La construction a commencé au printemps 1967 ; en 1968, la construction du bâtiment de la bibliothèque principale était terminée. En 1969 le réception, la salle d'examen et une salle d'étude ouvrent. Depuis son ouverture, il y a eu des rénovations régulières, la dernière étant en 2006.

## Organisation
La gouvernance générale de la bibliothèque est faite par le conseil de la bibliothèque, dominée par les doyens ou vice-doyens des facultés universitaires. Mikael Sjögren est le directeur de la bibliothèque depuis Septembre 2011.

## Les départements
- Administration
- Bibliothèque numérique
- Archives de la recherche
- Technologie de l'information
- Service clientèle
- Bibliothèque médicale
- Collections
- UB Örnsköldsvik
- UB du Campus des Arts
- Pédagogie universitaire et soutien à l'apprentissage (UPL)

## Des collections et des collections spéciales
La collection se compose d'environ 1,5 million de volumes (dont plus de 240 000 livres électroniques) et le nombre de titres de périodiques est d'environ 30 000, dont plus de 26 000 électroniques. De plus, la librairie donne accès à 138 bases de données.
Grâce à la "Fondation à la mémoire de M. Seth Kempe", la bibliothèque a reçu des pièces des collections de livres qui appartenaient entre autres à Nils Ahnlund, Björn Collinder, Eli Heckscher et Gustaf Hellström.
La bibliothèque a reçu des plusieurs donations, comme ceux de Sigurdsson Curman, Olof Östergren et Sigrid et Johan Kahle. Les archives de la recherche incluent également des archives de l'auteur Sara Lidman.

## Galerie de photos

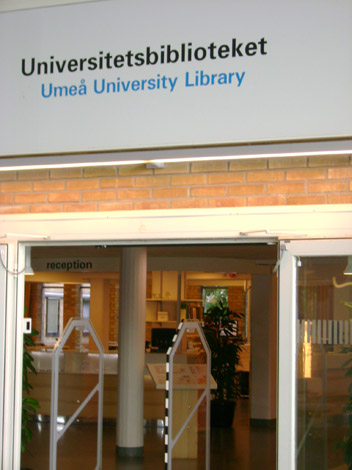
Entrée de la bibliothèque
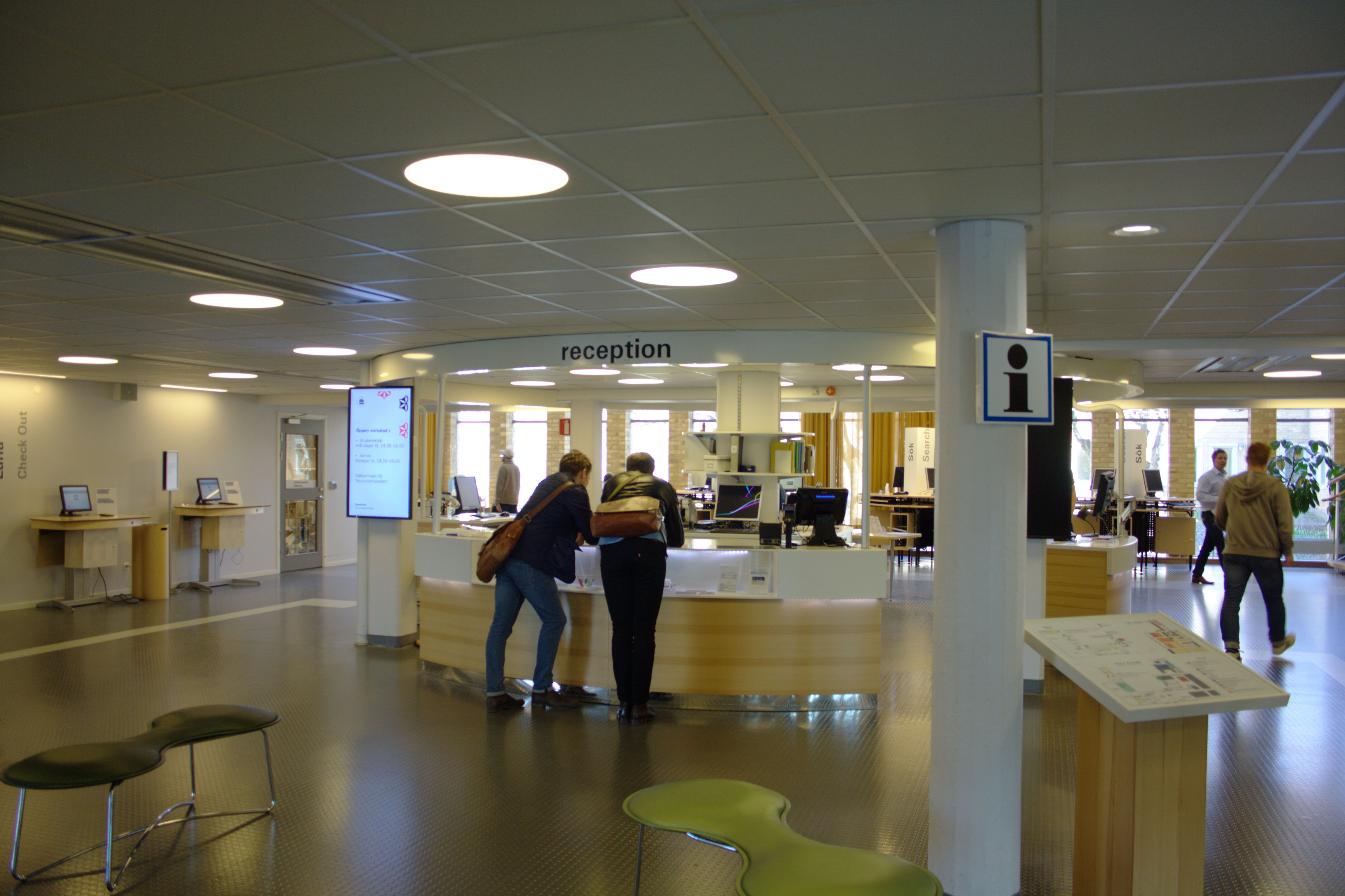
La réception
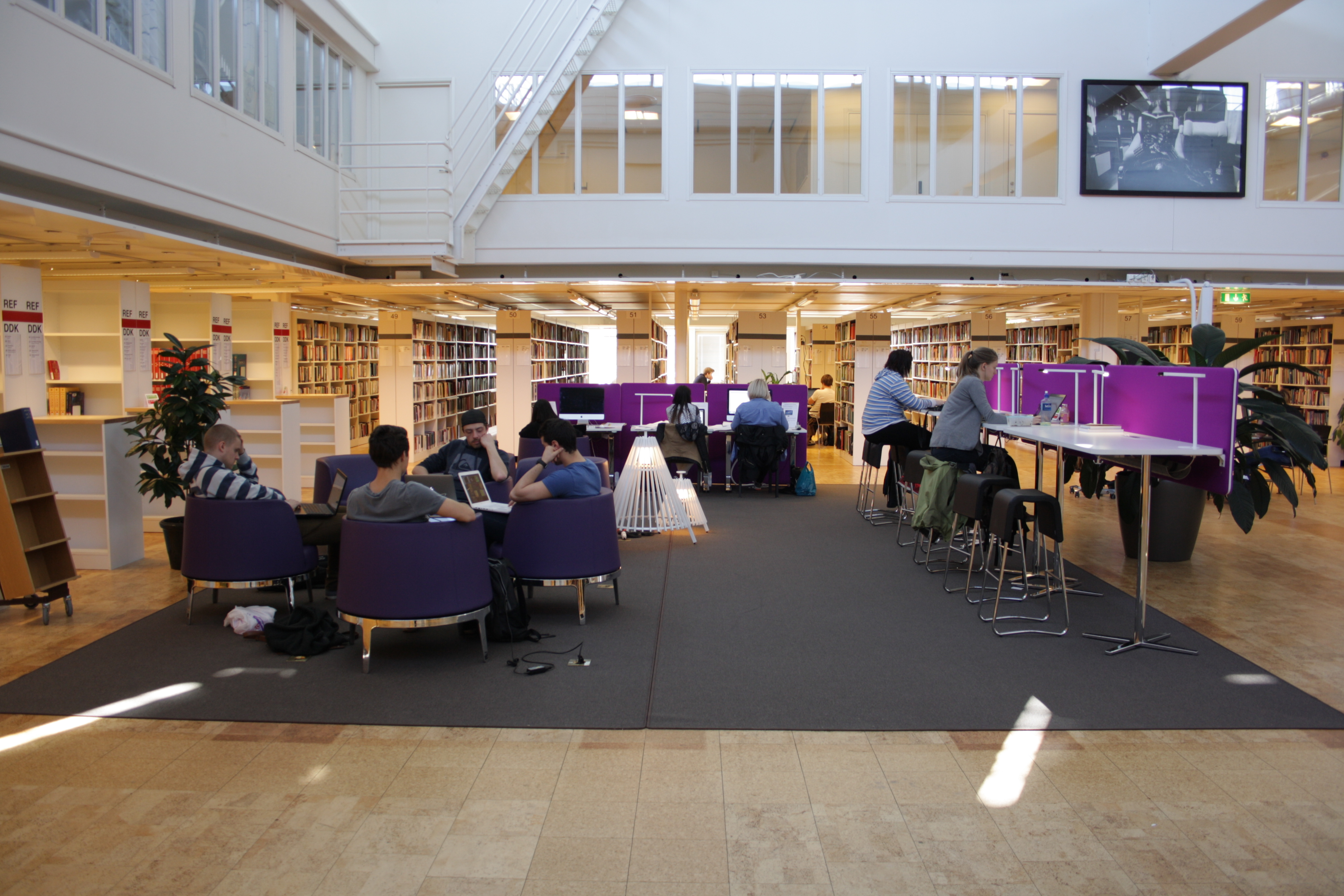
La salle de lecture
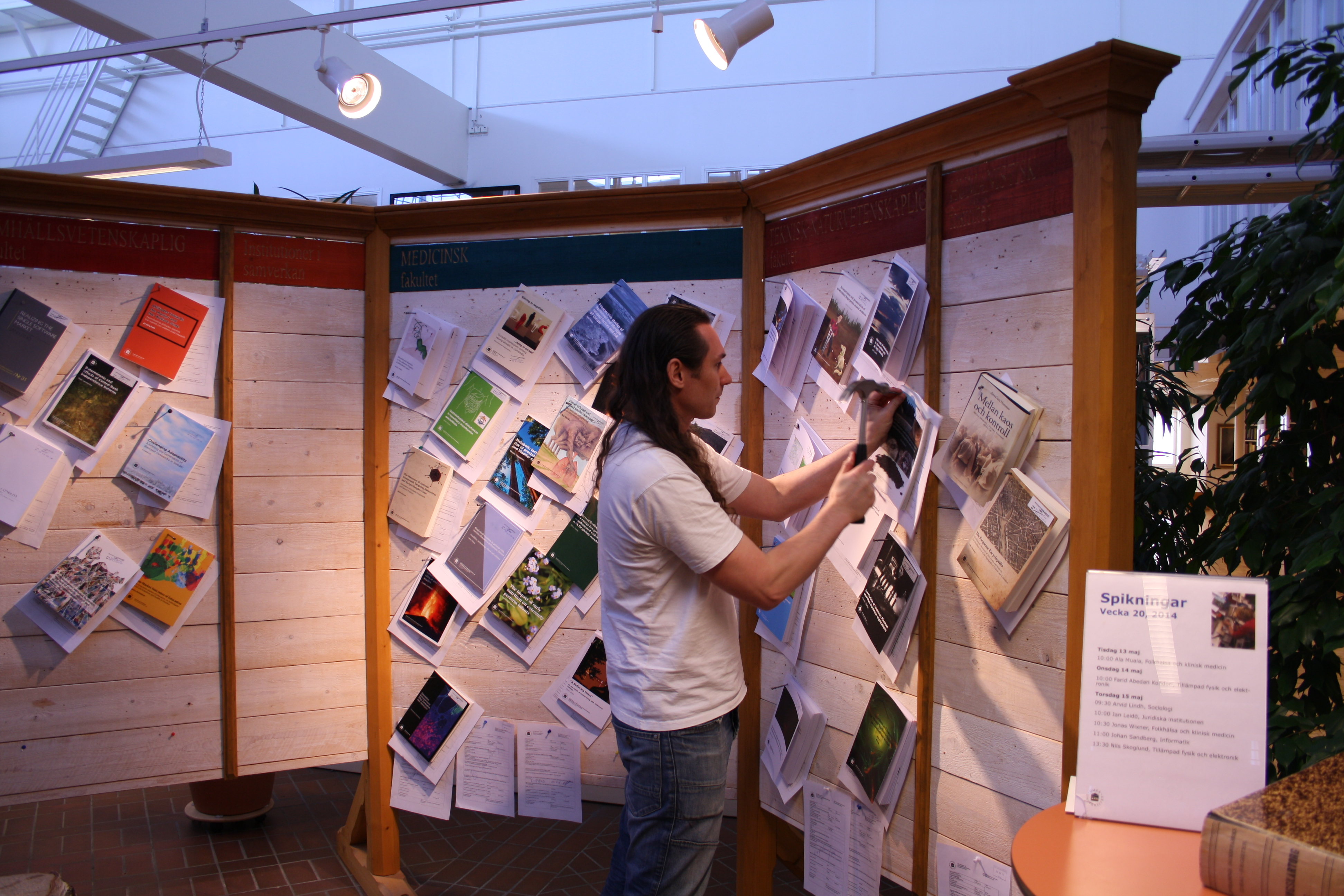
Un des étudiants diplômés cloue sa thèse selon la tradition